# Bob Johnston
Bob Johnston (14. května 1932, Hillsboro, Texas – 14. srpna 2015) byl americký hudební producent a hudebník. Narodil se do hudební rodiny (psaní písní se věnovala již jeho babička, stejně jako matka) a svou kariéru zahájil v padesátých letech. Byl producentem několika nahrávek písničkáře Boba Dylana (produkoval mimo jiné jeho alba Blonde on Blonde a Nashville Skyline). Dále spolupracoval například s Kanaďanem Leonardem Cohenem a to nejen jako producent (například alb Songs from a Room a Songs of Love and Hate), ale také jako doprovodný hudebník při jeho koncertech. Dále spolupracoval například se skupinou The Byrds, duem Simon & Garfunkel či hudebníky Johnnym Cashem, Martym Robbinsem a Johnem Mayallem.